# بيني ر. باول
بيني ر. باول (بالإنجليزية: Benny R. Powell)‏ هو فنان قصص مصورة أمريكي، ولد في 1973.